# 닐스 아르덴 오플레우
닐스 아르덴 오플레우(덴마크어: Niels Arden Oplev, 1961년 3월 26일 ~ )는 덴마크의 영화 감독이다. 베를린 영화제 출품작 《포틀랜드》(1996)로 데뷔했으며, 스티그 라르손 원작의 《밀레니엄 제1부: 여자를 증오한 남자들》(2009)의 감독으로 유명해졌다. 이후로 할리우드에 진출하여 《퍼펙트》(2013), 《유혹의 선》(2017), 드라마 《미스터 로봇》 일부 에피소드 등을 연출했다.

## 연출 작품 목록

### 영화
| 연도 | 제목                                 | 원제                  | 비고        |
| ---- | ------------------------------------ | --------------------- | ----------- |
| 1996 | 포틀랜드                             | Portland              |             |
| 2001 | 촙촙                                 | Fukssvansen,          |             |
| 2006 | 꿈                                   | Drømmen               |             |
| 2008 | 두 개의 세계                         | To verdener           |             |
| 2009 | 밀레니엄 제1부: 여자를 증오한 남자들 | Män som hatar kvinnor | 스웨덴 영화 |
| 2013 | 퍼펙트                               | Dead Man Down         | 미국 영화   |
| 2014 | 경보                                 | Kapgang               |             |
| 2017 | 유혹의 선                            | Flatliners            | 미국 영화   |

### 텔레비전 드라마
- 언더 더 돔
- 미스터 로봇